# Cot Bakmane
Cot Bakmane är en kulle i Indonesien.   Den ligger i provinsen Aceh, i den västra delen av landet, 1 800 km nordväst om huvudstaden Jakarta. Toppen på Cot Bakmane är 212 meter över havet.
Terrängen runt Cot Bakmane är kuperad åt sydost, men åt sydväst är den platt. Havet är nära Cot Bakmane norrut. Runt Cot Bakmane är det tätbefolkat, med 257 invånare per kvadratkilometer. Närmaste större samhälle är Banda Aceh, 15,5 km sydväst om Cot Bakmane. Omgivningarna runt Cot Bakmane är en mosaik av jordbruksmark och naturlig växtlighet.